# Salvatore Castiglia
Pour les articles homonymes, voir Castiglia.
Salvatore Castiglia (Palerme, 10 mars 1819 - Naples, 11 octobre 1895) était un marin, diplomate et patriote italien.

## Biographie
Ayant un penchant irrésistible pour la mer, entre 12 et 15 ans, il fait un voyage en Amérique du Sud et deux en Angleterre, après quoi il entre comme élève au collège nautique de Palerme. Il part en 1837 et est affilié par Ignazio Maio à Giovine Italia. De 1839 à 1847, il est capitaine (capitano) de la marine marchande, entretenant par sa profession des contacts entre libéraux et exilés siciliens. Le 17 février 1847, le roi Ferdinand II (roi des Deux-Siciles) le nomme enseigne (alfiere di vascello), un grade de la Marine royale du royaume des Deux-Siciles, pour avoir héroïquement réussi à sauver les naufragés d'un voilier napolitain qui avait sombré dans la Manche, sort que le brick Anna, qu'il commandait, avait évité grâce au sang froid de son capitaine.
Castiglia, qui à l'époque est déjà en contact avec Giuseppe Avezzana, Pietro Maroncelli et Eleuterio Felice Foresti à New York, ne refuse pas son grade pour ne pas éveiller les soupçons mais évite toujours de porter l'uniforme de la marine royale. Foresti lui avait remis 300 exemplaires de l'ouvrage de Mazzini sur les Frères Bandiera (Fratelli Bandiera), que le capitaine avait distribué en Sicile (c'était la première fois que l'ouvrage arrivait sur l'île) et aussi à certains membres de l'équipage d'une frégate des Bourbons qui se trouvait à New York. Le soir du 11 janvier 1848, de Naples où il se trouvait, il s'embarqua pour Palerme et le lendemain, sur la place de la Fieravecchia participa aux premiers soulèvements de la révolution sicilienne.
Au nom du comité insurrectionnel, il apporte des provisions de poudre et d'hommes aux Messins qui se sont soulevés. Chargé du fort de Molo, il parvient avec ses canons à faire capituler la garnison bourbonienne de Castello a Mare le 14 février. Il organisa ensuite le transport d'armes et de munitions à Milazzo (15 février), étant nommé commandant général de la marine sicilienne, et le débarquement de la colonne du colonel Ignazio Ribotti à Paola en juin. Il fut ensuite envoyé en France et au Royaume-Uni pour négocier l'achat de navires pour le gouvernement révolutionnaire sicilien, mais la mission fut écourtée par la reconquête de la Sicile par les forces des Bourbons,
Réfugié dans le royaume de Sardaigne, il reprend son voyage en mer mais n'interrompt pas ses activités de conspirateur. Restant en possession d'environ 43 000 francs du Trésor sicilien, il les utilise pour financer diverses activités révolutionnaires. [Il participa dès le début à l'expédition des Mille et, lors de la traversée de Quarto qui amena les Mille à Marsala, il fut nommé capitaine du Piémont par Giuseppe Garibaldi. Après le débarquement, il dirigea la compagnie de marins canonniers qui se distingua dans la bataille de Calatafimi.
Après la conquête de Palerme, il se rendit à Malte, ramenant 1500 fusils et munitions, ainsi que Nicola Fabrizi, avec une vingtaine d'exilés siciliens. Plus tard, il fut directeur du ministère de la Marine et commandant de la marine sicilienne et fut chargé par le général de préparer une flottille pour le passage du détroit de Messine;  enfin, il fut nommé contre-amiral. Exclu de la marine royale, il fut nommé consul à Copenhague, puis, de 1864 à 1891, consul général d'Italie à Odessa,. 
Après sa retraite en 1892, il vécut à Naples jusqu'à sa mort. À l'occasion du cinquantième anniversaire de la révolution de 1948, un modeste monument lui fut dédié au cimetière des Rotoli à Palerme

## Œuvres
- (it) Salvatore Castiglia, Memorie relative al marino Salvatore Castiglia, préfacce di Giuseppe Lodi, Stamperia di S. Meli, 1860.
- (it) Salvatore Castiglia, Stazioni navali del Regno d'Italia, Turin, Tipografia letteraria, 1861.
- (it) Sicano (Salvatore Castiglia), Salvatore Castiglia nei rivolgimenti di Sicilia del 1848-1860, Palerme, Tipografia F. Zappa-Spezia, 1898.

## Décorations
Médaille commémorative des Mille de Marsala
- Aux hommes courageux menés par Garibaldi - Palerme, 21 juin 1860

## Source
- (it) Cet article est partiellement ou en totalité issu de l’article de Wikipédia en italien intitulé « Salvatore Castiglia » (voir la liste des auteurs).